# Stanley Praimnath
Stanley Praimnath (1956/1957) is een Guyaans-Amerikaans zakenman. Hij overleefde de aanslagen op 11 september 2001 op het World Trade Center, waar hij kon ontsnappen uit de South Tower voor het gebouw instortte.
Praimnath werkte voor Fuji Bank op de 81e verdieping van de South Tower. Hij was een van de 18 personen die het gebouw wisten te verlaten vanuit de inslagzone van United Airlines-vlucht 175. In een getuigenis verklaarde hij het vliegtuig frontaal te hebben zien naderen, waarna het vliegtuig ter hoogte van zijn kantoor het gebouw binnenvloog.

## Aanslagen op 11 september 2001
Praimnath was directeur voor Fuji Bank, destijds een van de belangrijkste banken van Japan. Het kantoor van Praimnath was gelegen op de 81e verdieping van de South Tower van het World Trade Center. Nadat de North Tower van het World Trade Center werd getroffen door American Airlines-vlucht 11 begon Praimnath intuïtief collega's te evacueren in de South Tower. Praimnath keerde terug toen veiligheidsagenten van het gebouw verklaarden dat de South Tower veilig was. Na zijn terugkeer vloog United Airlines-vlucht 175 het gebouw binnen met een snelheid van 870 km/u. De linkervleugel van het passagiersvliegtuig sneed door zijn kantoor en haakte vast in een deur op geringe afstand van Praimnath, die was bedekt met puin. Door de crash liep hij kneuzingen op. Voorts kwam hij vast te zitten en was hij niet in staat om alleen te ontsnappen.
Praimnath vroeg om hulp, terwijl Brian Clark , directeur van Euro Brokers op de 84e verdieping, en een groep collega's discussieerden of ze met behulp van het lokale trappenhuis door de impactzone moesten afdalen, waarna ze te horen kregen dat het trappenhuis onbegaanbaar was. Clark vernam toen dat het dak onbereikbaar was vanwege de rookontwikkeling aldaar. Clark hoorde het hulpgeroep van Praimnath en ging naar hem toe door zijn zaklantaarn te gebruiken en zijn stem te volgen. Clark zag dat zijn collega's besloten hadden de trap op te gaan in plaats van naar beneden om weer anderen te helpen. Vanwege het besluit om de trap op te gaan kwamen alle medewerkers van Clark om het leven, behalve iemand die op het laatste nippertje van koers was veranderd.
Praimnath werd gevonden door Clark, waarna het duo zich haastte naar het onbruikbare geachte trappenhuis ("Stairwell A"), waarvan Clark al eerder op de hoogte was gebracht. Clark en Praimnath wilden echter zelf zien of de trappen echt onbegaanbaar waren. Praimnath en Clark daalden de trap af en hoewel er op sommige plekken puin was, konden de twee mannen erdoorheen komen, de trap afdalen en het gebouw uit rennen. Ze waren twee van de slechts achttien personen van op of boven de impactzone in de South Tower die de ramp overleefden. Toen ze buiten waren, zei Praimnath tegen Clark: "Weet je, ik denk dat dat gebouw naar beneden kan komen." Clark antwoordde; "dat zijn staalconstructies, dat kan niet -", toen hij werd afgesneden door het instorten van de South Tower.
Toen de stofwolk van de instortende South Tower hen achtervolgde, liepen ze naar het zuiden en bereikten 42 Broadway toen de golf hen inhaalde. In de lobby van dit gebouw wisselden ze visitekaartjes uit. Clark reed naar huis in New Jersey, Praimnath werd naar het ziekenhuis gebracht. Na middernacht, toen Praimnath was thuisgekomen, belde hij Clark om erachter te komen wat er met hem was gebeurd. 
Praimnath en Clark, die elkaar vóór 9/11 nooit hadden ontmoet, bleven hierna vrienden. Ze waren te gast in tal van shows en documentaires waar ze hun verhaal vertelden.